# Gabriel Narciso Escobar Ayala
Gabriel Narciso Escobar Ayala SDB (* 18. Juni 1971 in Asunción, Paraguay) ist Apostolischer Vikar von Chaco Paraguayo.

## Leben
Gabriel Narciso Escobar Ayala trat der Ordensgemeinschaft der Salesianer Don Boscos bei und empfing am 10. Februar 2001 das Sakrament der Priesterweihe.
Am 18. Juni 2013 ernannte ihn Papst Franziskus zum Titularbischof von Media und bestellte ihn zum Apostolischen Vikar von Chaco Paraguayo. Der Koadjutorerzbischof von Asunción, Edmundo Ponziano Valenzuela Mellid SDB, spendete ihm am 3. August desselben Jahres die Bischofsweihe; Mitkonsekratoren waren der emeritierte Bischof von Concepción, Zacarías Ortiz Rolón SDB, und der Apostolische Vikar von Pilcomayo, Lucio Alfert OMI. Am 9. August 2013 erfolgte die Amtseinführung.